# Lemčík hedvábný
Lemčík hedvábný (Ptilonorhynchus violaceus) je zpěvný pták z čeledi lemčíkovitých.
Dorůstá 28–32 cm. Samci jsou celí leskle modří se světlým zobákem a hnědými končetinami, samice a mladí ptáci jsou svrchu olivově zelení s hnědými křídly a ocasem a spodinu těla mají žlutou s jemnými černými pruhy.

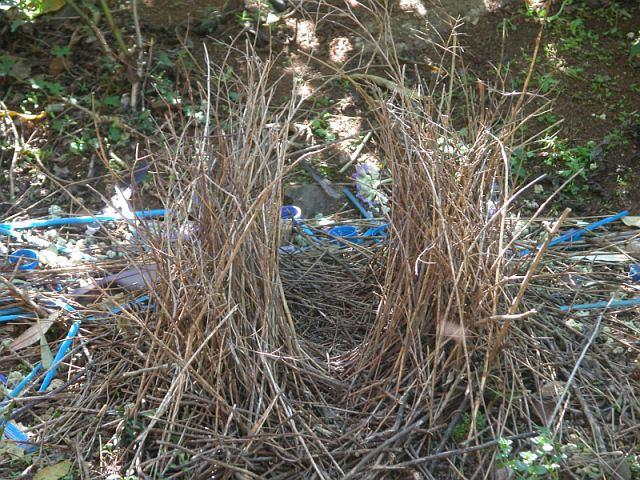
Loubí

Obývá deštné lesy východní Austrálie v rozmezí od jižního Queenslandu po Victorii. Izolovaná populace žije také v severním Queenslandu.
Podobně jako všichni lemčíky má i tento druh velmi zajímavé a originální námluvy. Samci v trávě staví chodbičku, tzv. loubí, kterou po stranách zdobí šťávou a na zem pokládá různé barevné, nejčastěji modré, žluté a lesklé předměty, například bobule, květy, papíry, sklo nebo kusy plastu. Zajímavostí je, že s pokročilým věkem samci dávají přednost modrým předmětům před ostatními. Samice si tato loubí prohlíží a samci se přitom snaží upoutat jejich pozornost tancem. Na následné stavbě hnízda i na inkubaci vajec se však již podílí samotná samice.